# 乔瓦尔
乔瓦尔，是西班牙瓦伦西亚自治区卡斯特利翁省的一个市镇。总面积18平方公里，总人口369人（2001年），人口密度21人/平方公里。